# عشق راستین (آلبوم چارلی ایکس‌سی‌ایکس)
عشق راستین (به انگلیسی: True Romance) نخستین آلبوم استودیویی هنرمند انگلیسی چارلی ایکس‌سی‌ایکس است. این آلبوم در ۱۳ آوریل ۲۰۱۳ توسط اسایلم و آتلانتیک رکوردز منتشر شد. در ابتدا عشق راستین برای آوریل ۲۰۱۲ برنامه ریزی شده بود، انتشار آلبوم برای یک سال تمام به تاخیر افتاد و از اوایل سال ۲۰۱۰ زمانی که چارلی با تهیه کننده ریچ‌شید در لس آنجلس ملاقات کرد، در حال ساخت بود. چارلی در آوریل ۲۰۱۳ به منظور ترویج از این آلبوم یک تور تبلیغاتی سه روزه در انگلستان برگزار کرد.